# Thalamita delagoae
Thalamita delagoae is een krabbensoort uit de familie van de Portunidae. De wetenschappelijke naam van de soort is voor het eerst geldig gepubliceerd in 1950 door Barnard.